# شراب البيض
شراب البيض هو بيض مخفوق مع السكر والحليب ومشرب كحولي. يُصنع تقليديًا من الحليب والقشدة والسكر والمُحّ والآح المخفوق ما يمنحه ملمسًا رغويًا. غالبًا ما تكون المشروبات المقطرة مثل البِرَنديَ أو الرَّم أو الوِسكي مكونًا رئيسيًا.
يُشرب شراب البيض تقليديًا في جميع أنحاء كندا والولايات المتحدة وبعض الدول الأورُبّية خلال موسم الميلاد من أواخر أكتوبر حتى نهاية موسم العطلات.
شراب البيض يصنع منزليًا أيضًا باستخدام الحليب والبيض والسكر والمطعمات، ويقدم مع القرفة أو جوزة الطيب. يغلب أن يُقدم شراب البيض باردًا إلا أنه قد يُسخن في بعض الحالات خاصة في الأيام الباردة. يمكن أيضًا إضافته مذاقًا في مشروبات أُخَر، مثل القهوة والشاي أو لتحلية الأطعمة مثل بودِنغ الكسترد.

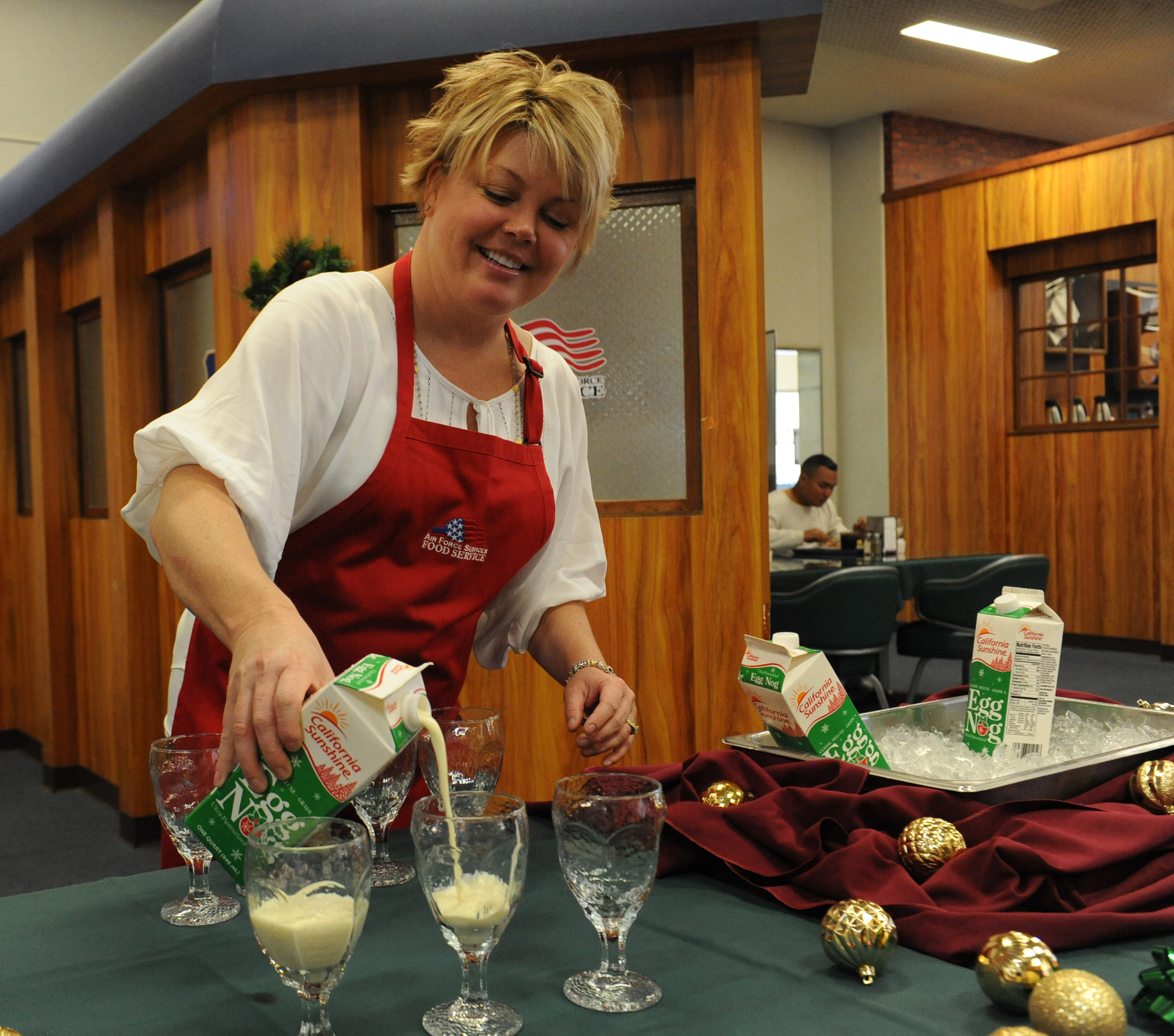
امرأة تقدم شراب البيض المُعد تجاريًا في وجبة عيد الميلاد